# Саво Брковић
Саво Брковић (Веље Брдо, код Подгорице, 16. јун 1906 — Титоград, 9. октобар 1991), учесник Народноослободилачке борбе, друштвено-политички радник Социјалистичке Републике Црне Горе и публициста, јунак социјалистичког рада и народни херој Југославије.

## Биографија
Рођен је 16. јуна 1906. године у селу Веље Брдо, код Подгорице. Потицао је из сиромашне земљорадничке породице. Његов отац Крсто погинуо је у Другом балканском рату, 1913. године. Основну школу завршио је у Спужу, а гимназију у Подгорици 1927. године. Након матуре, отишао је у Београд, где је уписао Правни факултет.
Још 1924. године, као осамнаестогодишњак, постао је члан тада илегалне Комунистичке партије Југославије (КПЈ). Као партијски активиста, активно је радио с омладином. Био је активан и у партијској организацији као секретар партијске ћелије у свом селу, а потом секретар Месног комитета КПЈ у Пиперима. Године 1932. је постао члан Месног комитета КПЈ за Подгорицу, а следеће 1933. године постао је секретар Окружног комитета КПЈ за Подгорицу. Упоредо са партијским радом, Саво је сарађивао и у партијским листовима „Радни народ”, који је излазио током 1927. и 1928. године, као и у листу „Глас народа”, који је излазио у периоду од 1926. до 1929. године. Писао је запажене критичке натписе о тадашњем режиму и борио се за права радничке класе.
У време велике полицијске провале у партијску организацију у Црној Гори, 1936. године је, како би избегао хапшење, емигрирао у Краљевину Албанију. Следеће 1937. године се вратио у Црну Гору и том приликом је био ухапшен и у истражном затвору је провео два месеца. Након тога је био изведен пред Државни суд за заштиту државе у Београду, који га је услед недостатака доказа ослободио оптужби за комунистичко деловање. Године 1939. постао је секретар Привременог покрајинског комитета КПЈ за Црну Гору, Боку, Санџак, Косово и Метохију, а касније, када је био формиран нови Покрајински комитет, постао је његов члан и члан његовог Бироа.

### Народноослободилачка борба
Када је крајем 1940. године била формирана Војна комисија при Покрајинском комитету КПЈ за Црну Гору, Саво је постао њен руководилац. Као руководилац ове Комисије, након Априлског рата и окупације Краљевине Југославије, 1941. године активно је учествовао у припремама оружаног устанка у Црној Гори. Био је учесник састанка Покрајинског комитета одржаног 8. јула 1941. године у Стијени Пиперској, код Подгорице, на коме је донета одлука о дизању устанка. Био је активни учесник Тринаестојулског устанка, као члан Главног штаба НОП одреда Црне Горе и Боке.
Априла 1942. године, заједно са осталим члановима Покрајинског комитета КПЈ за Црну Гору и Боку, био је смењен, због слабости и грешака које су имале утицаја на слабљење позиција Народноослободилачког покрета (НОП) у Црној Гори. Након тога је био распоређен у партизанске јединице, где се налазио на дужностима политичког комесара Првог батаљона Никшићког партизанског одреда, а затим политички комесар Првог батаљона Пете пролетерске црногорске ударне бригаде. Од септембра 1942. године налазио се на дужности руководиоца Политодела Треће крајишке пролетерске ударне бригаде.
Јуна 1943. године је повучен из бригади и по задатку је као политички радник послат у позадину на дужност секретара Окружног комитета КПЈ за Подгорицу, а затим секретара ОК КПЈ за Никшић. У марту 1944. године поново је био изабран за члана Покрајинског комитета КПЈ за Црну Гору и Боку, а нешто касније и за члана Бироа овог комитета.

### Послератна каријера
Фебруара 1945. године Саво је био постављен за начелника Одељења за заштиту народа (ОЗН) за Црну Гору, а априла 1946. године је био постављен за министра унутрашњих послова у Влади Федералне Црне Горе. На овој дужности је био до 31. децембра исте године, након чега је био министар правосуђа у Влади НР Црне Горе, од 2. јануара до 4. фебруара 1947. године, а потом министар грађевина. Августа 1948. године је био изабран за председника Комисије државне контроле Владе НР Црне Горе. После тога се налазио на дужностима председника Главног одбора Савеза бораца НОР Црне Горе, потпредседника Извршног већа НР Црне Горе. Више пута је био биран за републичког и савезног народног посланика, а након пензионисања је био члан Савета федерације.
Као делегат је учествовао на Првом оснивачком конгресу Комунистичке партије Црне Горе, октобра 1948. године. Дуги низ година је био члан Извршног комитета Централног комитета Савеза комуниста Црне Горе. На Шестом и Седмом конгресу СКЈ био је биран за члана Централне ревизионе комисије СКЈ, а на Осмом конгресу за члана Контролне комисије СКЈ.
Након „антибирократске револуције” у Црној Гори и неслагања са новим партијским руководством, на челу са Момиром Булатовићем, априла 1990. године је иступио из чланства Савеза комуниста Југославије (СКЈ).
Умро је 9. октобра 1991. године у Титограду, а сахрањен је у селу Грбе, код Даниловграда.
Носилац је Партизанске споменице 1941. и других југословенских одликовања, међу којима су — Орден јунака социјалистичког рада, Орден народног ослобођења, Орден заслуга за народ првог реда, Орден братства и јединства првог реда, Орден рада првог реда, Орден партизанске звезде другог реда и Орден за храброст. Орденом народног хероја одликован је 27. новембра 1953. године.

## Публицистички рад
У послератном периоду наставио је са новинарском делатношћу започетом у току илегалног партијског рада, а сарађивао је у листу „Побједа”. Бавио се и публицистичким радом, пишући углавном о историји Црне Горе. У Историјским записима објавио је изводе из свог ратног дневника, а 1963. објавио је комплетан дневник под називом Записано у рату.
Године 1974. објавио је књигу О постанку и развоју црногорске нације, у којој је представио покушај објашњења етногенезе Црногораца. Стварање савремене црногорске нације Брковић је покушао приказати марксистичким тумачењем прошлости. Године 1988. објавио је књигу Етногенезофобија — прилог критици великосрбства, која је представљала скуп студиозније заснованих теза из његове прве књиге. Он је у овој књизи изнео бројне доказе које сматра фалсификатима, који су као научне истине потурани Црногорцима о њиховом етничком идентитету и пореклу.
Његова друга књига изазвала је бројне реакције, како међу Србима у Црној Гори, тако и од руководства Савеза комуниста Црне Горе, посебно након „антибирократске револуције” у Црној Гори, јануара 1989. године. Познате су биле његове полемике вођене преко штампаних медија са генералом Милијом Станишићем и Батрићем Јовановићем.